# ジェッド・スティアー
ジェッド・ジョン・スティアー（Jed John Steer、1992年9月23日 - ）は、イングランド・ノリッジ出身のプロサッカー選手。ピーターバラ・ユナイテッドFC所属。ポジションは、ゴールキーパー。

## 経歴

### クラブ
地元クラブのノリッジ・シティFCで育成された。しかしトップチームでの出番は全くなく、2クラブにレンタル移籍した後、2012年にノリッジを退団した。
2013年7月、アストン・ヴィラFCにフリーで加入。しかしここでも出番はなく、下位クラブへのレンタル移籍を繰り返している。
18/19シーズンはチャールトン・アスレチックにレンタルされたものの、冬にレンタルバックされると、正守護神を務めていたクロアチア代表ロヴレ・カリニッチの怪我によってゴールマウスを任された。その後は安定したセービングを見せ、守護神の座を掴んでいる。
2024年1月4日、ピーターバラ・ユナイテッドFCに移籍した。

### 代表
U16年代からイングランド代表に選出されている。2009年にはイングランド代表の一員としてUEFA U-17欧州選手権に参加した。